# Levi Heimans
Levi Heimans (Diemen, 24 juli 1985) is een Nederlands baanwielrenner.
Hij won tijdens het WK in 2005 brons op de individuele achtervolging en samen met Jens Mouris, Peter Schep en Niki Terpstra zilver op de ploegenachtervolging. Een jaar later beëindigde hij zijn wielercarrière op 20-jarige leeftijd om zich aan zijn studie Bewegingswetenschappen aan de Vrije Universiteit te kunnen wijden. Vanaf 2007 heeft hij zijn fietsloopbaan met succes weer opgepakt. In augustus 2008 heeft hij deelgenomen aan de Olympische Spelen in Peking op het onderdeel ploegenachtervolging bij het baanwielrennen waar de ploeg vijfde werd.

## Belangrijkste prestaties
2001
- NK tijdrijden bij de nieuwelingen

2003
- EK, Baan, Achtervolging, Junioren, Moscou
- EK, Baan, Ploegenachtervolging, Junioren, Moscou
- NK, Baan, 1 km, Junioren, Nederland
- NK, Baan, Achtervolging, Junioren, Nederland
- NK, Op de weg, Ind. tijdrit, Junioren, Nederland, Bergeijk
- NK, Baan, Achtervolging, Elite, Nederland, Schoten
- NK, Baan, Achtervolging, Beloften, Nederland
- , Weg, SKITS Monstertijdrit , 3:00:22

2004
- EK, Baan, Achtervolging, Beloften, Valencia
- EK, Baan, Ploegenachtervolging, Beloften, Valencia
- Manchester, Ploegenachtervolging (GBR)
- Sydney, Achtervolging
- Sydney, Ploegenachtervolging
- NK, Baan, 1 km, Elite, Nederland, Alkmaar
- NK, Baan, Achtervolging, Elite, Nederland, Alkmaar
- NK, Baan, Ploegkoers, Elite, Nederland
- 5e Olympische Spelen Athene op de ploegenachtervolging

2005
- WK op de ploegenachtervolging
- WK op de individuele achtervolging
- Wereldbeker Sydney op de individuele achtervolging
- NK tijdrijden bij de beloften

2006
- Fietskoerier bij 'De versnelling'
- Los Angeles, Ploegenachtervolging

2007
- Beijing, Ploegenachtervolging

2008
- 5e Olympische Spelen Beijing op de ploegenachtervolging

2009
- NK baan achtervolging

2010
- EK baan achtervolging